# (R,R)-butandiol dehidrogenaza
(R,R)-butandiol dehidrogenaza (EC 1.1.1.4, (R,R)-butandiolna dehidrogenaza, butilenglikol dehidrogenaza, D-butandiol dehidrogenaza, D-(-)-butandiol dehidrogenaza, butilen glikol dehidrogenaza, diacetil (acetoin) reduktaza, D-aminopropanol dehidrogenaza, D-aminopropanol dehidrogenaza, 1-amino-2-propanol dehidrogenaza, 2,3-butandiol dehidrogenaza, -1-amino-2-propanol dehidrogenaza, (R)-diacetil reduktaza, (R)-2,3-butandiol dehidrogenaza, -1-amino-2-propanol:NAD+ oksidoreduktaza, 1-amino-2-propanol oksidoreduktaza, aminopropanol oksidoreduktaza) je enzim sa sistematskim imenom (R,R)-butan-2,3-diol:NAD+ oksidoreduktaza. Ovaj enzim katalizuje sledeću hemijsku reakciju
()-butan-2,3-diol + NAD+ {\displaystyle \rightleftharpoons } (R)-acetoin + NADH + H+
Takođe konvertuje diacetil into acetoin sa NADH kao reduktantom.

## Literatura
- Nicholas C. Price; Lewis Stevens (1999). Fundamentals of Enzymology: The Cell and Molecular Biology of Catalytic Proteins (Third изд.). USA: Oxford University Press. ISBN 019850229X.
- Eric J. Toone (2006). Advances in Enzymology and Related Areas of Molecular Biology, Protein Evolution (Volume 75 изд.). Wiley-Interscience. ISBN 0471205036.
- Branden C; Tooze J. Introduction to Protein Structure. New York, NY: Garland Publishing. ISBN 0-8153-2305-0.
- Irwin H. Segel. Enzyme Kinetics: Behavior and Analysis of Rapid Equilibrium and Steady-State Enzyme Systems (Book 44 изд.). Wiley Classics Library. ISBN 0471303097.

## Spoljašnje veze
- (R,R)-butanediol+dehydrogenase на 